# Championnat du Pérou de football 1947
Navigation
Saison précédente Saison suivante
La saison 1947 du Championnat du Pérou de football est la dix-neuvième édition du championnat de première division au Pérou. Les huit clubs participants sont regroupés au sein d'une poule unique où ils s'affrontent trois fois au cours de la saison. À la fin de la compétition, le dernier du classement est relégué et remplacé par le champion de Segunda División, la deuxième division péruvienne.
C'est le club d'Atlético Chalaco qui remporte la compétition après avoir terminé en tête du classement final du championnat, avec deux points d'avance sur le Club Centro Deportivo Municipal et quatre sur Sport Boys. C'est le deuxième titre de champion du Pérou de l'histoire du club, dix-sept ans après son premier succès en championnat en 1930.
La fin de saison est marquée par le parcours catastrophique du double tenant du titre, Universitario de Deportes, qui termine à la dernière place du classement et qui doit théoriquement être relégué en deuxième division. Leur salut vient du fait qu'ils finissent à égalité avec le Sporting Tabaco et selon le règlement, un match de barrage doit avoir lieu pour connaître l'équipe sauvée de la descente. Cependant, les deux clubs refusent de jouer ce barrage ; plutôt que de sanctionner les deux formations, la fédération décide de les maintenir et de faire jouer exceptionnellement la prochaine saison avec neuf équipes.

## Les clubs participants
| - Alianza Lima - Sport Boys - Sucre FC - Universitario de Deportes | - Atlético Chalaco - Club Centro Deportivo Municipal - Sporting Tabaco - Ciclista Lima - Promu de Segunda Division |

## Compétition
Le barème utilisé pour établir le classement est le suivant :
- Victoire : 2 points
- Match nul : 1 point
- Défaite, forfait ou abandon : 0 point

### Classement
| Rang | Équipe                          | Pts | J  | G  | N | P  | Bp | Bc | Diff |
| ---- | ------------------------------- | --- | -- | -- | - | -- | -- | -- | ---- |
| 1    | Atletico Chalaco                | 27  | 21 | 10 | 7 | 4  | 40 | 29 | +11  |
| 2    | Club Centro Deportivo Municipal | 25  | 21 | 10 | 5 | 6  | 56 | 36 | +20  |
| 3    | Sport Boys                      | 23  | 21 | 8  | 7 | 6  | 39 | 26 | +13  |
| 4    | Ciclista Lima (P)               | 20  | 21 | 8  | 4 | 9  | 39 | 45 | -6   |
| 5    | Alianza Lima                    | 20  | 21 | 7  | 6 | 8  | 41 | 49 | -8   |
| 6    | Sucre FC                        | 19  | 21 | 8  | 3 | 10 | 28 | 43 | -15  |
| 7    | Sporting Tabaco                 | 17  | 21 | 7  | 3 | 11 | 45 | 51 | -6   |
| 8    | Universitario de Deportes (T)   | 17  | 21 | 7  | 3 | 11 | 30 | 39 | -9   |

|  | Champion du Pérou 1947                                                     |
|  | Participation au Championnat sud-américain des clubs champions de football |
|  | Participation au barrage de relégation                                     |
|  | (T) : Tenant du titre (P) : Promu de Segunda Division                      |

## Bilan de la saison
| Championnat du Pérou de football 1947                     |                                          |
| Champion                                                  | Atlético Chalaco (2e titre)              |
| Qualifications continentales                              |                                          |
| Championnat sud-américain des clubs champions de football | Club Centro Deportivo Municipal (invité) |
| Promotions et relégations                                 |                                          |
| Promus en Primera División                                | Jorge Chavez Callao                      |
| Relégués en Segunda División                              | Aucun                                    |